# Citroën Xsara
Citroën Xsara – samochód osobowy klasy kompaktowej produkowany przez francuską markę Citroën w latach 1997–2006.

## Historia i opis modelu

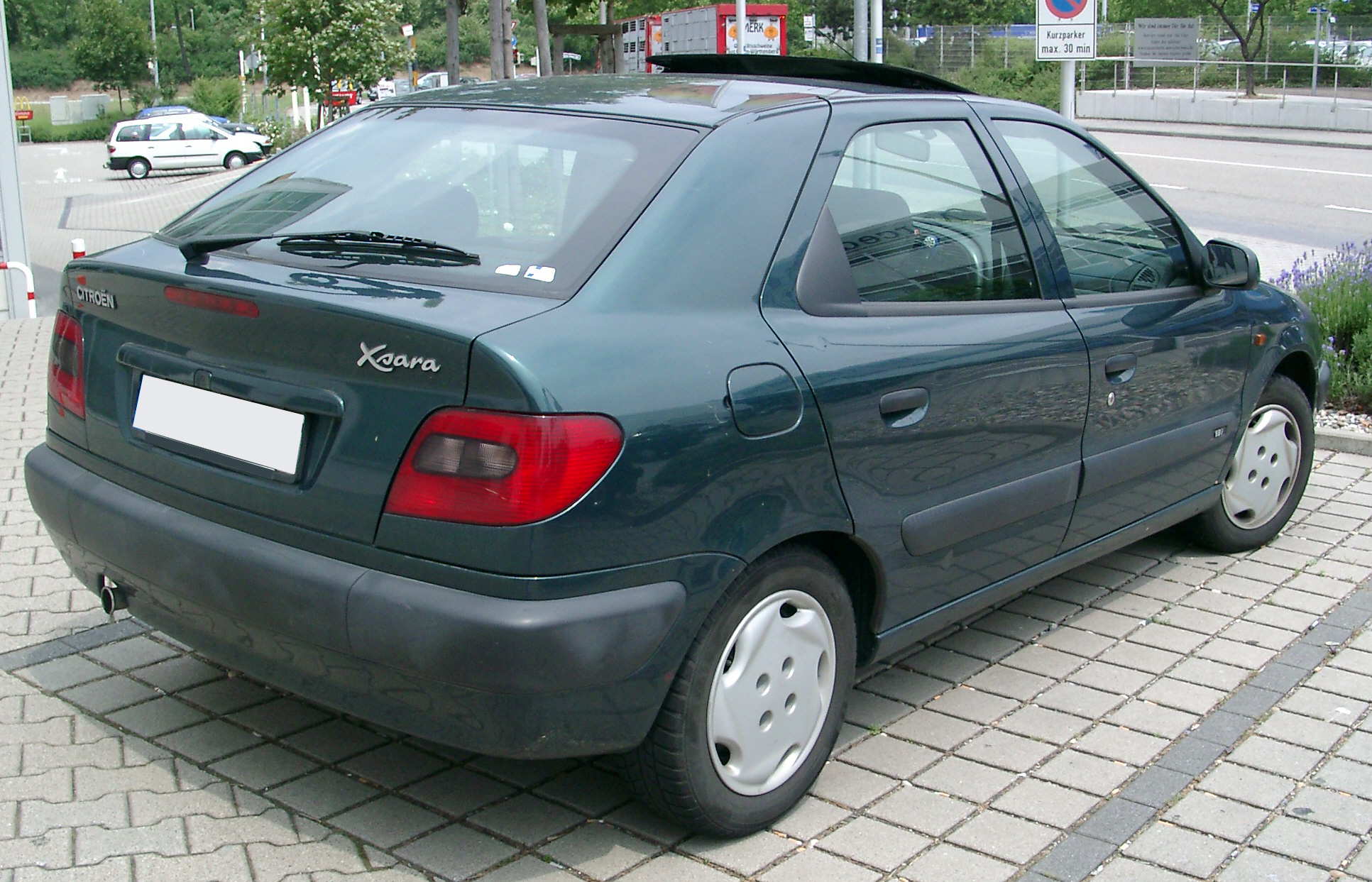
Citroën Xsara - tył

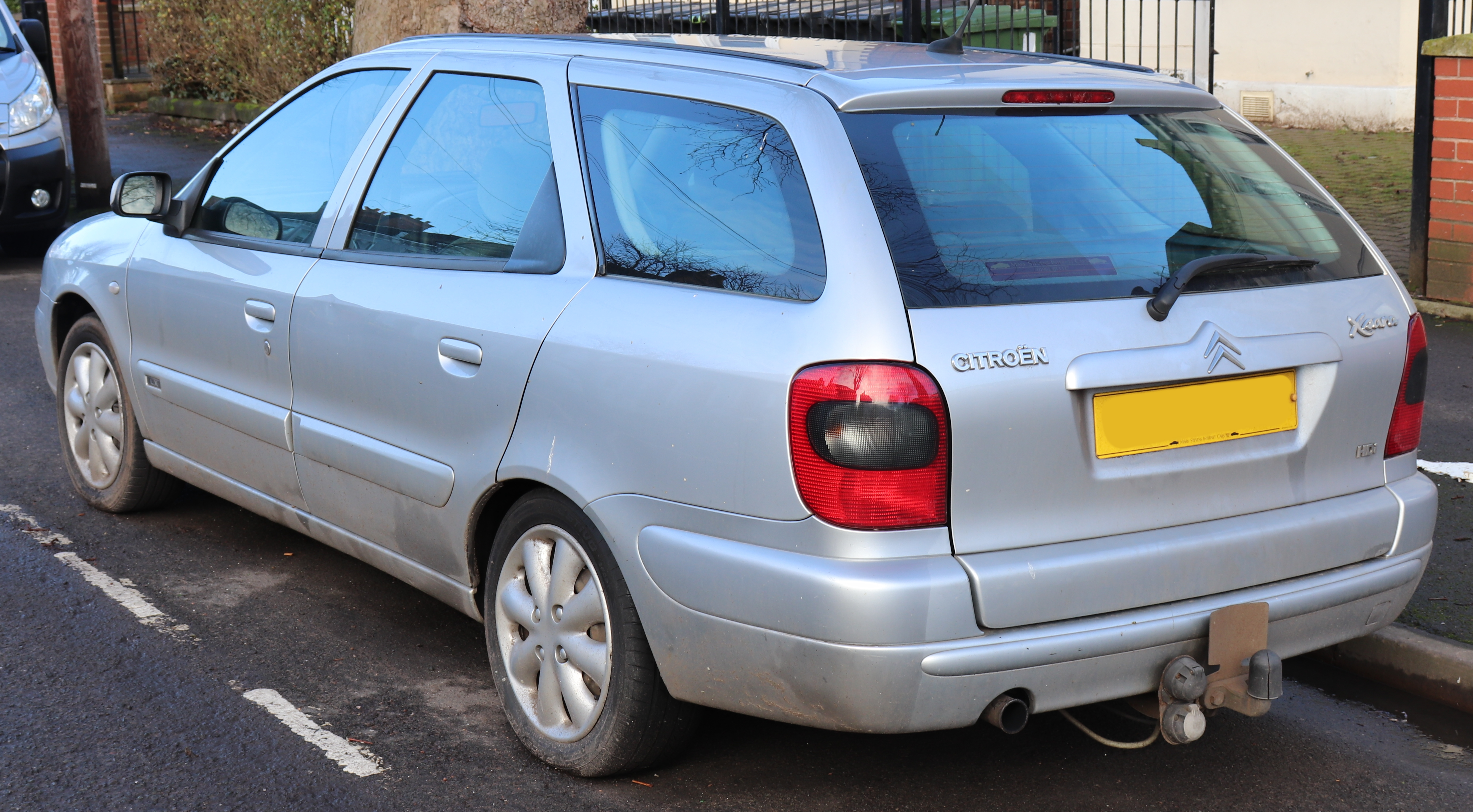
Citroën Xsara Kombi

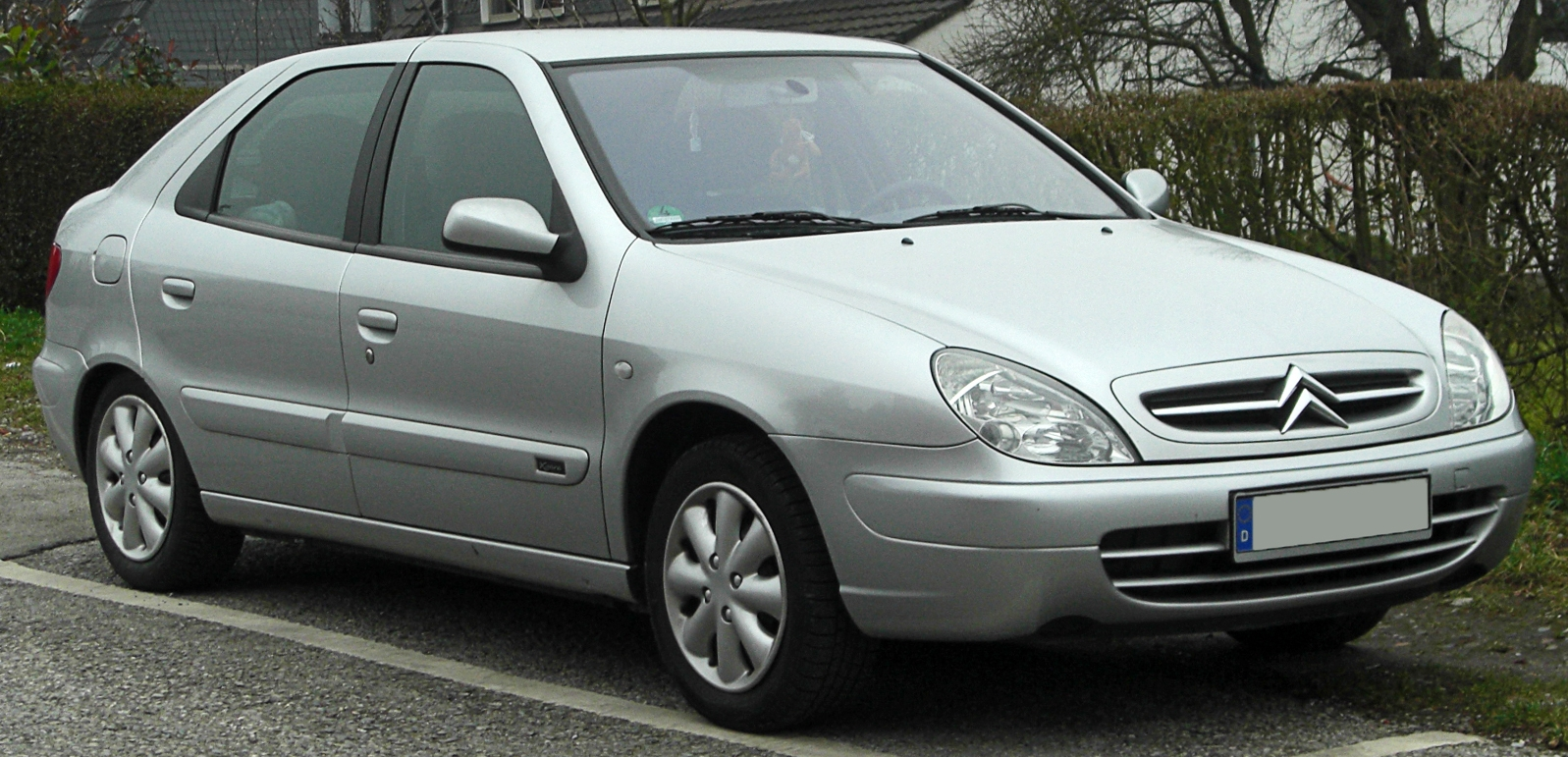
Citroën Xsara po liftingu

Model Xsara jest bezpośrednim następcą Citroëna ZX i odziedziczył po nim część rozwiązań technicznych – np. skrętną tylną belkę. Xsara w 2004 roku została zastąpiona modelem C4. Niedługo po premierze Xsary, w 1999 roku zaprezentowano minivana o nazwie Citroën Xsara Picasso, który mimo prezentacji modelu C4 Picasso w 2006 roku był produkowany do roku 2012.
Xsara była oferowana w kilku wersjach nadwoziowych: hatchback – trzy i pięciodrzwiowy, oraz pięciodrzwiowe kombi. 

### Silniki
Gama silników od 1.4 l do 2.0 l. Początkowo stosowane były klasyczne silniki Diesla o pojemności 1.9, zarówno wolnossące jak i turbodoładowane. W późniejszym okresie zostały one zastąpione przez silniki HDi z systemem Common rail o pojemnościach 1.4 i 2.0. Silniki benzynowe wykorzystywały technologię ośmio- i szesnastozaworową.

### Wyposażenie
- ABS
- poduszki powietrzne
- elektryka szyb i lusterek
- automatyczne wycieraczki
- automatyczne światła
- klimatyzacja
- podgrzewane lusterka
- regulacja kierownicy przód-tył, góra-dół

### Wersje rajdowe

#### Xsara Kit Car
Rajdowa wersja Xsary odnosząca znaczne sukcesy w Mistrzostwach Francji i Hiszpanii. Zwyciężyła także w dwóch rajdach Mistrzostw Świata oraz dwóch eliminacjach Mistrzostw Europy. Napędzana wolnossącym silnikiem 2.0 16V o mocy 280 KM przenoszonej tylko na przednie koła.

### Xsara WRC
Jeden z najbardziej utytułowanych samochodów rajdowych świata. Sébastien Loeb Xsarą WRC w latach 2004, 2005, 2006 zdobył tytuł Mistrza Świata. Natomiast zespół Citroën Total World Rally Team, za sprawą Xsary WRC, w latach 2003, 2004, 2005 zdobywał Mistrzostwo wśród konstruktorów. Samochód napędzany jest turbodoładowanym silnikiem 2.0 o mocy 310 KM przenoszonej na cztery koła.